# Rotterdamse museumbussen
De Rotterdamse museumbussen zijn voor een deel opgenomen in de collectie de stichting RoMeO (eigendom of beheer); ook zijn er bussen bij de Stichting Veteraan Autobussen, Werkgroep Rotterdam.
De stichting RoMeO is een organisatie die zich bezighoudt met de exploitatie van oude trams, metro's en bussen in Rotterdam en staat voor "Rotterdams Openbaar Vervoer museum en Exploitatie van Oldtimers". Sinds 2023 is de naam 'Rotterdams Openbaar Vervoer Museum' (ROVM).
RoMeO is opgericht in 1997 en bundelt de activiteiten van verschillende organisaties die zich al voordien bezighielden met de historie van het Rotterdamse openbaar vervoer. Hierin is een samenwerking opgezet van de Tramweg-Stichting (TS), Stichting Veteraan Autobussen (SVA) en het Openbaar Vervoer Museum (OVM). Dit in nauwe samenwerking met de Rotterdamse Elektrische Tram (RET).

## Materieeloverzicht
Overzicht met historische bussen eigendom van stichting RoMeO (of in beheer bij stichting RoMeO).
| Bouwjaar | Merk/type                          | Carrosserie            | Maatschappij en parknummer   | Bijzonderheden | Afbeelding |
| -------- | ---------------------------------- | ---------------------- | ---------------------------- | -------------- | ---------- |
| 1948     | Saurer                             | Seitz                  | RET 223                      | Eigendom SVA   |            |
| 1961     | Verheul-Kromhout                   | Werkspoor              | RET 754                      | Eigendom SVA   |            |
| 1962     | Verheul-Kromhout                   | Werkspoor              | RET 770                      |                |            |
| 1964     | Leyland Royal Tiger                | Hainje                 | RET 907                      |                |            |
| 1965     | Leyland-Triumph-Werkspoor          | Hainje                 | RET 204                      |                |            |
| 1965     | Leyland-Triumph-Werkspoor          | Hainje                 | RET 232                      |                |            |
| 1967     | Leyland Leopard                    | Verheul                | RET 309                      |                |            |
| 1967     | Leyland LVS                        | Verheul                | Westnederland 5443           | ex-WSM         |            |
| 1969     | DAF SB1600                         | Domburg                | Van Oeveren 23               | Eigendom SVA   |            |
| 1970     | DAF                                | Verheul                | RTM 87 Vuurvlinder, ZWN 6081 | Eigendom SVA   |            |
| 1974     | DAF                                | Hainje                 | RET 562                      |                |            |
| 1976     | Mercedes-Benz O305                 | Mercedes-Benz Mannheim | Van Oeveren 31               |                |            |
| 1979     | Leyland                            | Den Oudsten            | ZWN 1155                     |                |            |
| 1982     | DAF                                | Hainje                 | RET 938                      |                |            |
| 1986     | DAF                                | Hainje                 | RET 310                      |                |            |
| 1988     | Volvo                              | Hainje                 | RET 507                      |                |            |
| 1991     | Mercedes-Benz O405                 | Mercedes-Benz Mannheim | RET 434                      |                |            |
| 1991     | DAF                                | Berkhof                | RET 446                      |                |            |
| 1993     | Volvo                              | Berkhof                | RET 612                      |                |            |
| 1996     | Den Oudsten Alliance B96 City      | Den Oudsten            | RET 801                      |                |            |
| 2001     | Den Oudsten Alliance B96           | Den Oudsten            | RET 903                      |                |            |
| 2006     | Mercedes-Benz Citaro O530 Facelift | EvoBus Mannheim        | RET 231                      |                |            |
| 2008     | MAN Lion's City A78                | MAN SE                 | RET 1031                     | ex-Qbuzz 1031  |            |